# وارغة عليا (مقاطعة غيلانغرب)
وارغة عليا (بالفارسية: وارگه علیا) هي قرية تقع في كرمانشاه في إيران. يقدر عدد سكانها بـ 132 نسمة بحسب إحصاء 2016.